# Buddy MacKay
Pour les articles homonymes, voir MacKay.
Kenneth Hood MacKay Jr., dit Buddy MacKay, né le 22 mars 1933 à Ocala (Floride) et mort le 31 décembre 2024 à Ocklawaha (Floride),, est un homme politique américain membre du Parti démocrate.

## Biographie
Buddy MacKay est né et a grandi à Ocala en Floride, où se trouve la plantation d'agrumes familiale,. Après son baccalauréat universitaire, obtenu à l'université de Floride, il s'engage de 1955 à 1958 dans l'United States Air Force où il atteint le grade de capitaine. Diplômé en droit en 1961, il s'installe comme avocat à Daytona Beach.
Membre du Parti démocrate, il est élu à la Chambre des représentants de Floride de 1968 à 1974, puis au Sénat de Floride de 1974 à 1980. Après un échec lors des élections sénatoriales fédérales de 1980, MacKay entre à la Chambre des représentants des États-Unis, où il siège de 1983 à 1989.
En 1988, Buddy MacKay se présente à nouveau au Sénat des États-Unis, où Lawton Chiles n'est pas candidat à un quatrième mandat. Après avoir remporté la primaire démocrate face à Bill Gunter (en), il affronte son collègue républicain Connie Mack III. MacKay qualifie son opposant d'extrémiste, Mack répond dans ses publicités « Hey Buddy, you're liberal ». Si MacKay reçoit le soutien des principaux journaux de Floride, son adversaire dépense plus d'argent et peut bénéficier de la popularité de George H. W. Bush  dans l'État. MacKay est battu de justesse avec 30 000 voix de retard sur plus de 4 millions de bulletins.
En 1990, il est élu lieutenant-gouverneur de Floride. Il est réélu en 1994. En 1998, il se présente à la succession de Lawton Chiles au poste de gouverneur de Floride. Nettement distancé dans les sondages, il est finalement battu par Jeb Bush, qui le devance de dix points. MacKay devient cependant gouverneur le mois suivant à la suite du décès de Lawton Chiles. Il ne reste gouverneur que les dernières semaines du mandat de Chiles : du 13 décembre 1998 au 5 janvier 1999,.

## Position politique
Buddy MacKay est un démocrate modéré, membre fondateur du Democratic Leadership Council.